# Aotus vociferans
L'aoto di Spix od aoto vocifero (Aotus vociferans Spix, 1823) è un primate platirrino della famiglia degli Aotidi.
Vive in Ecuador, Colombia, Brasile occidentale e Perù, dove colonizza le foreste pluviali pedemontane.
Misura un'ottantina di centimetri di lunghezza (di cui i due terzi spettano alla coda), per un peso che raggiunge il chilogrammo.
Si tratta di animali essenzialmente notturni ed arboricoli: in mancanza di un tapetum lucidum, hanno puntato su occhi di grandi dimensioni per potersi orientare durante la notte.

Vivono in coppie od in piccoli gruppi familiari formati da una coppia e due o tre cuccioli di vari parti, che aiutano il maschio ad occuparsi della prole: in questi animali, infatti, è esclusivamente il maschio a prendersi cura dei cuccioli, che vengono lasciati alla femmina solo per la poppata. I vari appartenenti al gruppo si tengono in contatto fra loro (ed avvertono eventuali intrusi della propria presenza) tramite una serie di vocalizzazioni.

Durante il giorno riposano in cavità dei tronchi d'albero o nel fitto della vegetazione. Di notte tendono ad essere più attivi se la luna è particolarmente luminosa, segno che si orientano soprattutto con la vista, anche se i bulbi olfattivi assai sviluppati lasciano supporre un ruolo importante dell'odorato durante i movimenti.

Si nutre prevalentemente di frutta, prediligendo i piccoli frutti ben maturi, ma non disdegna integrare la sua dieta con altro materiale vegetale (foglie, germogli, nettare) ed occasionalmente con insetti e piccoli vertebrati: gli esami del materiale fecale di questi animali hanno rivelato che la dieta di questa specie è maggiormente basata sulle foglie rispetto a quella delle congeneri.